# Umweltleistungsmessung
Als Umweltleistungsmessung (engl.: Environmental Performance Measurement, EPM) wird die Erfassung, Bewertung und Beurteilung von Umweltleistungen eines Unternehmens oder einer Organisation verstanden, die zur Erreichung von spezifischen Umweltzielen durchgeführt werden. Umweltziele werden in der unternehmenseigenen Umweltpolitik verankert und im Umweltmanagementsystem des Unternehmens integriert. Die Leistungsmessung erfolgt anhand konkreter Umweltkennzahlen, die durch das Unternehmen identifiziert, erfasst und ausgewertet werden. Aus solchen Kennzahlen lassen sich Informationen zu umweltrelevanten betriebswirtschaftlichen Tätigkeiten gewinnen. Somit kann die Umweltleistungsmessung dazu dienen, die Leistungsfähigkeit eines Umweltmanagementsystems zu beurteilen, die Erreichung von Umweltzielen zu verifizieren sowie Ansätze für Verbesserungen zu liefern. Ein weiteres Ziel ist die Ermöglichung eines internen oder externen Benchmarkings.

## Definitionen
Nach Günther kann Umweltleistungsmessung im engeren und weiteren Sinne definiert werden:

### Umweltleistungsmessung im engeren Sinne
Diese Definition bezieht sich lediglich auf die Punkte Erfassung, Bewertung und Beurteilung der Umweltleistungen. Dies bedeutet, dass Umweltkennzahlen durch das Unternehmen definiert, erfasst und ausgewertet werden und anschließend einer Bewertung und Beurteilung unterzogen werden. Die Ergebnisse können daraufhin intern oder extern kommuniziert werden, beispielsweise im Rahmen eines Umweltberichtes.

### Umweltleistungsmessung im weiteren Sinne
Ergänzend zu obiger Definition kann Umweltleistungsmessung um den Punkt des Agierens erweitert werden. Hierbei werden, basierend auf den Ergebnissen der vorangehenden Schritte, Handlungsalternativen abgeleitet werden, um beispielsweise Betriebsprozesse zur Erreichung der Umweltziele zu optimieren, oder die Ausgangsbasis des Umweltmanagementsystems zu revidieren, wenn sich beispielsweise Umweltkennzahlen als nicht genügend aussagefähig herausgestellt haben. Anhand dieser Definition kann Umweltleistungsmessung als Kreislaufprozess gesehen werden, der die Verbesserung der unternehmerischen Umweltleistungen zum Ziel hat.

## Prozessmodell
In Günther wird folgendes zyklische, fünfstufige Vorgehensmodell für den Ablauf des Umweltleistungsmessungsprozesses vorgeschlagen (siehe Abbildung):

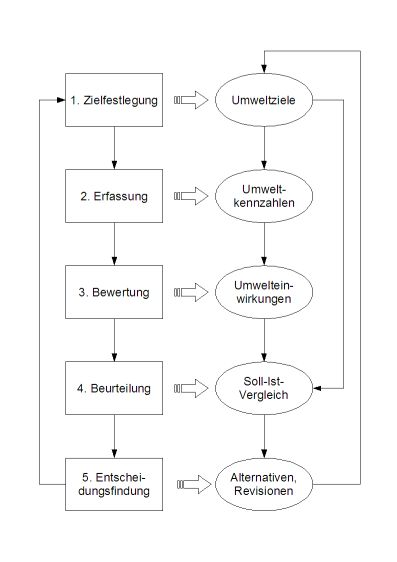
Prozessmodell

1. Zielfestlegung: Die zu erreichenden Umweltziele werden auf Basis der Ansprüche von internen und externen Anspruchsgruppen (Stakeholdern) festgelegt.
2. Erfassung: Die Umwelteinflüsse des Unternehmens werden nach dem Prinzip der ökologischen Erfolgsspaltung erfasst.
3. Bewertung: Die erfassten Umwelteinflüsse werden anhand von Qualitätszielen bewertet. Diese Ziele können aus gesetzlichen Vorgaben, den unternehmenseigenen Umweltzielen oder aus dem Ziel der Nachhaltigkeit hervorgehen.
4. Beurteilung: Zur Leistungsbeurteilung wird ein Soll-Ist-Vergleich zwischen den Umweltzielen und den Umwelteinwirkungen des Unternehmens mit Hilfe einer Abweichungsanalyse durchgeführt.
5. Entscheidungsfindung: Die Auswertung der ermittelten Zielerreichungsgrade deckt Handlungsalternativen auf, die in einem weiteren Iterationsschritt des Prozessmodells eingebunden werden. Dies erfordert gleichzeitig die Überprüfung der im vorangegangenen Iterationsschritt festgelegten Umweltziele.

## Messen und Darstellen der Umweltleistung
Um ein umfassendes Abbild der ökologischen Folgen unternehmerischen Handels zu erhalten, muss eine ganzheitliche Perspektive aufgezeigt werden. Diese ist nicht nur auf die Sichtweise eines Unternehmensstandortes ausgerichtet, sondern bezieht auch wertkettenübergreifende und produktlebenszyklus-orientierte Aspekte mit ein. Aus diesem Grunde werden bei der Analyse ökologischer Stoff- und Energieflüsse das prozessorientierte Unternehmensverständnis sowie das „cradle-to-grave“-Konzept zugrunde gelegt. Aufbauend auf diesen Grundmodellen sind verschiedene, in der wissenschaftlichen und betrieblichen Praxis verbreitete, Konzepte zur Erfassung und Bewertung der Umweltleistung entstanden.

## Erfassungskonzepte
Die Erfassung der Umweltleistung in Unternehmen ist die wertfreie Beschreibung von ökologischen Wirkungen von betrieblichen Prozessen und Produkten. Sie unterscheiden sich daher entscheidend von den später vorgestellten Bewertungskonzepten. Erfassungskonzepte stellen lediglich die Daten zur Verfügung, auf deren Grundlage die relevanten Stoff- und Energieflüsse bewertet werden können.

### Ökologische Erfolgsspaltung
Um die Ursachen ökologischen Erfolges nach einer Maßnahme zu ermitteln empfiehlt es sich eine Ökologische Erfolgsspaltung durchzuführen. So spaltet sich der ökologische Erfolg, der die absolute Differenz zwischen einem PLAN- und einem IST-Wert darstellt, gemäß den Kriterien Betriebsbezogenheit, Regelmäßigkeit und Leistungsbezogenheit auf. Hierbei gibt die Betriebsbezogenheit an, welcher Anteil des ökologischen Erfolges dem direkten Verantwortungs- und Beeinflussungsbereich der Unternehmung zuzuschreiben ist (Kriterium der Systemgrenze). In der nächsten Untersuchungsstufe differenziert die Regelmäßigkeit zwischen regelmäßigen (beabsichtigten) und unregelmäßigen (unbeabsichtigten, unbeeinflussbaren) Geschäftsvorfällen (Kriterium der Einflussnahme). Im letzten Schritt wird der verbleibende beabsichtigte Erfolg den klassischen Abweichungsanalysen der Betriebswirtschaftslehre (Misch-, Effizienz- und Mengenabweichung) unterzogen.

### Environmental Performance Evaluation (EPE)
Die EPE ist eine von der ISO vorgeschlagene, nicht zertifizierbare Methodik, die „entwickelt wurde, um dem Management auf kontinuierlicher Basis verlässliche Informationen darüber zur Verfügung zu stellen, ob die Umweltleistung einer Organisation die vom Management der Organisation festgelegten Kriterien erfüllt“. Die EPE betrachtet die Umweltleistung im Einflussbereich der Organisation. Weiterhin beschreibt sie den Vorgang des zielgerichteten und den Bedürfnissen des Umweltmanagements entsprechenden Erfassens, Aufbereitens, Beurteilens, und Kommunizierens der Umweltleistung. Ziel der EPE ist die Systematisierung, Erfassung und Beschreibung der Umweltleistung in Unternehmen mittels Indikatoren. Hierbei unterscheidet man zwischen Umweltleistungskennzahlen, die wiederum in Managementleistungskennzahlen (1) und operative Leistungskennzahlen (2) unterteilt werden und Umweltzustandskennzahlen (3).
1. Managementleistungskennzahlen (Management Performance Indicators MPI): Sie enthalten Informationen über die umweltbezogenen Leistungen und Anstrengungen des Managements zur Erreichung der gesetzten Umweltziele. Typische Beispiele für MPIs sind u. a. Schulungstätigkeiten, interne Audits, Zielerreichungsgrad und Berichterstattung.
2. Operative Leistungskennzahlen (Operational Performance Indicators OPI): Das Operative System umfasst physische Anlagen, Ausrüstungen und Infrastrukturen sowie deren Betrieb. Die Operativen Leistungskennzahlen sind hierbei Ausdruck der ökologischen Effizienz und Effektivität einzelner Prozesse, die innerhalb des operativen Systems ablaufen. Ansatzpunkte sind hier bspw. der Energieverbrauch zur Produktherstellung, der Materialeinsatz, das Abfallaufkommen oder Risiken und Störfälle.
3. Umweltzustandszahlen (Environmental Condition Indicators ECI): Sie geben Auskunft über den Zustand der lokalen, regionalen, nationalen oder globalen Umwelt. Sie sind somit ein wichtiger Anhaltspunkt für den ökologischen Zielfindungsprozess eines Unternehmens. ECIs müssen nicht explizit von Unternehmen entwickelt werden. Organisationen können sich in der Regel auf Umweltzustandsindikatoren beziehen, die bspw. von staatlichen oder wissenschaftlichen Institutionen erhoben wurden.

Zu bemerken ist, dass alle drei Kategorien von Indikatoren in enger Beziehung zueinander stehen. Demnach wirken sich die Anstrengungen des Managements auf die operative Leistungserstellung aus. Die absolute Unternehmensleistung (in Form von direkten und indirekten Umweltaspekten) wirkt sich dann wiederum auf den Umweltzustand aus, der mit den Umweltzustandszahlen gemessen wird. Eine Veränderung des Umweltzustandes hat dann wiederum eine Variation der Umweltschutzmaßnahmen im Rahmen des Umweltmanagementsystems zur Folge.

## Bewertungskonzepte für die Umweltleistungsmessung
Bewertungskonzepte sollen dazu dienen, die verschiedenen Umweltaspekte eines Unternehmens zu bewerten. Die bereits vorhandenen Konzepte unterscheiden sich jedoch hinsichtlich einiger Kriterien, so zum Beispiel bei den zugrunde liegenden Daten oder der Art und Weise der Bewertung. Aus diesem Grund können auch die Handlungsempfehlungen bezüglich ein und desselben Umweltaspektes von Verfahren zu Verfahren variieren. Das bedeutet, es gibt nicht ein zu favorisierendes Verfahren. Vielmehr hängt die Auswahl des Verfahrens von den Voraussetzungen und Zielen des jeweiligen Unternehmens ab.
Beispiele für solche Bewertungskonzepte sind:
1. Ö.B.U. – Konzept (Konzept der Schweizerischen Vereinigung für ökologisch bewusste Unternehmensführung)
2. IÖW – Konzept (Konzept des Instituts für ökologische Wirtschaftsforschung)
3. Konzept der Qualitäts-Zielrelation
4. Konzept der Materialintensität pro Serviceeinheit (MIPS)
5. Konzept der Kritischen Volumina
6. Konzept der Wirkungsindikatoren

Ein Problem dieser Konzepte besteht in der Tatsache, dass sie oft auf sehr komplexen Annahmen beruhen und eine umfangreiche Anzahl von Daten erfordern. Diese Umstände lassen einen Einsatz in der Praxis oft nicht zu, da sie besonders für kleine und mittelständische Unternehmen eine zu große Hürde darstellen. Diesem Problem will die Entwicklung des EPM-KOMPAS entgegenwirken.
Einzig das IÖW – Konzept erfuhr bis heute eine etwas weitere Verbreitung, allerdings auch nur in einer etwas einfacheren Form, um die Komplexität zu reduzieren.
Ziel dieses Konzeptes ist die vollständige Erfassung aller Austauschbeziehungen des Betrachtungsobjektes mit der Umwelt. Als Datengrundlage für die Bewertung dienen Betriebsbilanz, Prozessbilanz, Produktbilanz und Substanzbilanz.
Bei der Bewertung werden dann die einzelnen Positionen der jeweiligen Bilanz aus sieben verschiedenen Perspektiven betrachtet/bewertet:
1. Einhaltung umweltrechtlicher Rahmenbedingungen
2. Erfüllung gesellschaftlicher Anforderungen
3. Beeinträchtigung der Umweltmedien Luft, Wasser und Boden und Toxizität bei ökologischem Normalfallrisiko
4. Beeinträchtigung der Umwelt durch potentielle Störfälle
5. Höhe der internalisierten Umweltkosten
6. Beeinträchtigung der Umwelt im Rahmen der vor- und nachgelagerten Stufen
7. Höhe der stofflichen Verluste

Diese Kriterien können jeweils die Ausprägungen A, B oder C annehmen.
- A: besonders relevantes ökologisches Problem mit großem Handlungsbedarf
- B: ökologisches Problem mit mittelfristigem Handlungsbedarf
- C: Umweltwirkungen sind so gering, dass die gesellschaftlichen Ansprüche keinen Handlungsbedarf erfordern

Nach der ABC-Bewertung wird in der Regel eine mengenmäßige Bewertung nachgeschaltet, die der Umweltrelevanz die mit Rangfolgestufen bewerteten Mengen (Einsatz, Umsatz) gegenüberstellt.

## Softwaregestützte Umweltleistungsmessung mit EPM-KOMPAS
Die Software EPM-KOMPAS wurde an der Technischen Universität Dresden in Kooperation mit einem Kreis sächsischer Industriepartner sowie überregionaler Industrieverbänden entwickelt. Sie stellt ein unterstützendes Hilfsmittel für ein systematisches Umweltmanagement für kleine und mittlere Unternehmen (KMU) des produzierenden Gewerbes dar. Durch den Ansatz des integrierten Managements von Umwelt-, Qualität- und Risikoaspekten, den die Software verfolgt, dient sie sowohl dem Einstieg, als auch dem Ausbau eines Umweltmanagement in KMU.
Die Abkürzung EPM steht für Environmental Performance Measurement (dt. Umweltleistungsmessung) und meint damit die von allen formalisierten und nicht formalisierten Umweltmanagementansätzen geforderte Analyse, Messung, Bewertung und Verbesserung der betrieblichen Umweltleistung. Die Abkürzung KOMPAS steht für die Konzeption, Operationalisierung und Multiplikation der entwickelten Software und die Erarbeitung einer PAS (Publicy Available Specification). Gleichzeitig soll diese Abkürzung auch symbolisch für das Navigationssystem stehen, welches mit der Software erarbeitet wurde. Dieses Navigationssystem soll den Weg für systematischeres und effizienteres Umweltmanagement sowie eine bessere betriebliche Umweltleistung aufzeigen.
Die folgenden Aufgabenfelder werden von der Software EPM-KOMPAS unterstützt:
- Handhaben von Gefahrstoffen, Abfällen, Emissionen
- Anlegen von Stoff- und Energieströmen (Bilanzen)
- Festlegen von Umweltzielen
- Bewerten von Umweltmaßnahmen
- Generieren von Berichten (für Behörden)
- Recherchieren auffälliger Stoff- und Energieströme
- Kontrollieren der Ergebnisse/der Erfolge

Zusätzlich bestehen noch Funktionen für individuelle Bedürfnisse:
- Wählbare Systemgrenzen (Betrieb, Prozess, Produkt)
- Offenheit für andere Bewertungsmethoden
- Unabhängigkeit von Beratungsdienstleistungen: Software arbeitet mit „Stillem Moderator“
- Entscheidungsunterstützende Software
- Verbesserung und Steuerung von Arbeitsfeldern des Risiko- und Qualitätsmanagements
- Einstiegshilfe und Hilfsmittel zum Ausbau und zur Förderung eines Umweltmanagementsystems
- Anpassbare Berichte und freie Recherchen
- Vergabe individueller Rechte bei der Arbeit mit der Software